# 有明新報
有明新報（ありあけしんぽう）は、福岡県大牟田市にある有明新報社が発行している地域新聞。

## 概要
1967年（昭和42年）10月創刊。前身は大牟田日日新聞と三池日報で、2社が合併して有明新報社が誕生した。発行部数は1万3,000部である。
福岡県大牟田市・みやま市高田町及び熊本県荒尾市・南関町・長洲町をエリアとする「大牟田本社」と、福岡県柳川市・大川市・みやま市瀬高町及び山川町をエリアとする「柳川総局」とがある。かつてはそれぞれのエリアで「大牟田版」「柳川版」として販売されていたが、2014年（平成26年）7月4日より統合された。
当初は日刊4ページ立て。1978年（昭和53年）から段階を追ってページを拡大し、1981年（昭和56年）から連日6ページ、1983年（昭和58年）には毎週1回（基本的に金曜日）8ページ立てに拡大。1988年（昭和63年）からオフセット印刷を取り入れて毎日12ページの紙面になった。週1回日曜日が休刊日で、大手新聞の新聞休刊日のみ合わせる形をとっている。以前は月曜日が休刊日であった。紙面は白黒であるが、正月版では赤色を用いて日の丸が印刷されている。
大牟田市立図書館で閲覧できるほか、昭和60年代より国立国会図書館にも送付されている。また、2000年に公式ウェブサイトが設置され、記事の一部はサイトで閲覧することができる。

## テレビ番組欄
最終面にNHK 総合（福岡局）、NHK Eテレ、RKB毎日、TNC 西日本、KBC 九州朝日、FBS 福岡、TVQ 九州の7局、中ほどにRKK 熊本、KKT くまもと県民、KAB 熊本朝日、TKU テレビ熊本の番組欄を掲載。以前はSTSサガテレビの番組表も掲載されていた。

## CLEBA
2004年11月より、2か月ごとに有明新報社によって発行されているフリーペーパー。地元の店舗の情報が掲載されており、グルメ情報は季節ごとに特集を組むなどしている。なお、掲載店で使えるクーポンもある。有明新報および有明新報エリアの西日本新聞への折込、地元商店や掲載店舗で配布されており、毎号70,000部が発行されている。

## 主催行事
- 有明地区新春年賀交歓会
  - 有明地区の企業関係者などが新年に集まる行事。オームタガーデンホテルで開催される場合が多い。
- 有明地区中学校軟式野球大会
  - 本社のある大牟田市を含めた、周辺地域の中学校の野球部による野球大会。毎年8月上旬に行われている。